# Cylicomorpha parviflora
Cylicomorpha parviflora är en tvåhjärtbladig växtart som beskrevs av Ignatz Urban. Cylicomorpha parviflora ingår i släktet Cylicomorpha, och familjen Caricaceae. Inga underarter finns listade i Catalogue of Life.